# Двигун внутрішнього згоряння (мінісеріал, 2017)
«Двигун внутрішнього згоряння» (рос. Двигатель внутреннего сгорания) — російськомовний мінісеріал, знятий в Україні, виробництва ART Forms Production. Серіал створений Тетяною Гнєдаш. Прем'єра відбулась на телеканалі «1+1» 25 грудня 2017 року, а повторна демонстрація 23 грудня 2018 року. Головні ролі в проекті, режисером якого виступила Тетяна Гнєдаш, зіграли Єлизавета Курбанмагомедова, Володимир Заєць, Анатолій Котенєв, Олена Стефанська, Олена Турбал, Софія Пісьман, Олександр Давидов, Костянтин Корецький, Анатолій Смолка, Євген Капорін та інші.

## Сюжет
Головні події серіалу розгортаються в родині керівника машинобудівного заводу Павла Короленка, який рано овдовів та виховав доньку Євгенію самотужки. Щастя доньки — головне для Павла. Він мріє, що Євгенія одружиться та подарує йому онука, який буде продовжувати сімейну справу — машинобудування. Проте дівчина з дитинства мріє стати інженером-винахідником та, отримавши освіту, влаштуватись на роботу до бюро видатного конструктора Володимира Громико.
В свою чергу, Володимир Громико висміяв наміри дівчини, твердо давши їй зрозуміти, що в його колективі, як, втім, і в цілому в машинобудуванні немає місця жінкам. Але якщо жінка чогось хоче, то обов'язково доб'ється свого… Мабуть винахідливість Євгенії була задіяна не тільки на машинобудування, оскільки вона таки змогла отримати посаду у відділі Громико. Відповідно до свого авантюрного плану, Женя переодягнулася чоловіком і постала як Євген Кравченко.
Новий фахівець призначається на посаду інженера в конструкторському бюро. Незабаром Володимир Громико і Євген Кравченко сходяться, між ними зав'язуються міцні дружні стосунки. Володимир дуже радий, що у нього є однодумець, і він навіть втягує його в свої веселі холостяцькі пригоди. Однак надалі події фільму розгортаються таким чином, що несподівано для себе дівчина закохується в свого начальника. І тоді Женя вводить в дію ще більш рішучий план, який з ніг на голову переверне життя усіх головних героїв картини…

## У ролях
- Єлизавета Курбанмагомедова — Женя та Євгеній Кравченко — головна роль.
- Володимир Заєць — Володимир Громико, відомий конструктор заводу — головна роль.
- Анатолій Котенєв — Пал Палич Короленко, директор заводу та батько Жені.
- Олена Стефанська, Валентина.
- Олена Турбал — Марина.
- Костянтин Корецький — Мічковський.
- Софія Пісьман — Марія Іванівна, няня.
- Олександр Давидов — Бурмистров.
- Євген Капорін — очкарик.